# Subic Bay International Airport
Subic Bay International Airport (IATA Airport Code: SFS, ICAO Airport Code: RPLB)
is een vliegveld in Subic Bay Freeport Zone bij Olongapo in de Filipijnen. Het vliegveld, dat door Filipijnse luchtvaartautoriteiten is geclassificeerd als secondair vliegveld, wordt gebruikt als een uitwijkmogelijkheid voor Ninoy Aquino International Airport. Tot 1992 maakte het vliegveld, onder de naam Naval Air Station Cubi Point, deel uit van de grote Amerikaanse marinebasis Subic Bay Naval Base.